# Lidocaïne-prilocaïnecrème
Lidocaïne-prilocaïne crème is vooral bekend onder de merknaam Emla. De crème kan gebruikt worden om de huid te verdoven. Het wordt vooral toegepast om medische ingrepen minder pijnlijk te maken, zoals infuusprikken bij kinderen. De crème moet dan ongeveer 1-2 uur van tevoren op de huid worden aangebracht, het liefst afgedekt met een pleister om de werkzaamheid te vergroten. Bij gebruik op slijmvliezen is een half uur inwerken voldoende.
De crème bevat twee stoffen die werken als lokaal anestheticum: lidocaïne en prilocaïne, elk 2.5%. Het mengsel is "eutectisch": het smeltpunt van het mengsel is lager dan van de afzonderlijke stoffen. Dit komt tot uiting in de naam Emla: Eutectic Mixture of Local Anesthetics.
Bijwerkingen zijn vrij zeldzaam, maar allergie van het onmiddellijke type (type 1) en van het vertraagde type (type 4) komen voor. Daarnaast is overdosering voorgekomen, doordat een te groot huidgebied was ingesmeerd.
Lidocaïne-prilocaïnecrème is in Nederland uitsluitend op doktersrecept verkrijgbaar.